# Mellan sommarens längtan och vinterns köld
Mellan sommarens längtan och vinterns köld är en polisroman av Leif GW Persson som utkom 2002.
Romanen handlar om stockholmspolisens utredning av en amerikansk journalists död. Denne har antingen hoppat eller blivit utkastad från ett fönster på femtonde våningen. I dennes efterlämnade papper hittar man ett brev med kopplingar till den svenske statsministern. Enligt manuskriptet skall denne statsminister efter andra världskriget börjat arbeta åt amerikanska CIA, men senare sålt sig till Sovjetunionen. I karaktärsteckningen finns det vissa drag av Olof Palme (Palmes namn används inte) men författaren har förklarat att han kom på idén innan Olof Palme mördades. Han förklarade också att "Min romanfigur är inte namngiven men jag köper att han har stora likheter med Palme."
Persson hade inte skrivit några kriminalromaner på 20 år när denna roman publicerades 2002. Den är en fristående fortsättning på Perssons tidigare trilogi Grisfesten, Profitörerna och Samhällsbärarna och här återkommer stockholmspoliserna Bo Jarnebring och Lars Martin Johansson. Även figuren Eriksson medverkar. I samband med publiceringen fanns det uppgifter att det var helt klart att romanen skulle filmatiseras.
Boken publicerades av Piratförlaget i september 2002. Vid publiceringen skrev Aftonbladets Nils Granberg: "Det är roligt att Leif G W Persson efter tjugu år åter kliver in på den litterära scenen med den brett upplagda och spännande polisromanen Mellan sommarens längtan och vinterns köld. Det är en värdig uppföljare till hans klassiska Profitörerna, Grisfesten och Samhällsbärarna." Göteborgs-Postens recensent Jan Arnald hade ett kluvet intryck: den var väldigt spännande men som roman var den medioker med ytliga personporträtt och enahanda jargong.
Romanen nominerades till Svenska Deckarakademins utmärkelse "Bästa svenska kriminalroman 2002". Efter ett år hade romanen sålt i 300 000 exemplar.